# Llista Swadesh
La llista Swadesh és un document fet per Morris Swadesh que contenia 100 paraules (215 en la versió ampliada) que es consideraven bàsiques en totes les llengües. S'usava en glotocronologia per comparar diferents idiomes i establir famílies lingüístiques segons la semblança de les formes d'aquests mots bàsics.
Aquest lèxic primordial no estava subjecte a factors culturals i, per tant, podia servir per a comparar llengües d'una manera fiable. Contenia paraules que es trobessin a qualsevol estadi de l'evolució d'una llengua (exclouria per tant els tecnicismes) i a qualsevol indret del món (i per tant no inclou termes lligats fortament al clima, com "neu"). Se suposa que cada idioma té una paraula pròpia per designar aquests termes, ja que són bàsics i necessaris i, per tant, van ser els primers a existir, no van provenir de manlleus d'altres llengües en contacte. Les paraules que hi apareixen designen elements naturals, parts del cos humà, deíctics elementals i accions que es poden fer amb el cos.
Aquesta llista és força polèmica però continua sent la base de molts estudis sobre el vocabulari dels idiomes. Algunes de les objeccions més comunes són que sí que usa termes marcats culturalment (no totes les llengües tenen paraules per referir-se a la neu, si es parlen a llocs càlids, per exemple); que alguns dels termes considerats bàsics són de fet manlleus; que no sempre totes les llengües expressen els conceptes bàsics amb una paraula (poden emprar locucions) i que la selecció no es basa en criteris científics o estadístics.

## Termes de la llista Swadesh en català
- jo (mi) (vegeu pronom)
- tu
- nosaltres
- aquest (vegeu demostratiu)
- aquell
- qui
- què
- no (vegeu negació)
- tots
- molts
- u
- dos
- petit
- dona
- home
- persona (vegeu humà)
- peix
- ocell
- gos
- poll
- arbre
- llavor
- fulla
- arrel
- escorça
- pell
- carn
- sang
- os
- greix
- ou
- banya
- cua
- ploma
- pèl (cabell)
- cap
- orella
- ull
- nas
- boca
- llengua
- dent
- peülla (colze)
- peu
- genoll
- mà
- panxa
- coll
- pit
- cor
- fetge
- menjar
- beure (vegeu beguda)
- mossegar
- veure (vegeu vista)
- sentir (vegeu oïda)
- saber
- dormir
- morir (vegeu mort)
- matar
- nedar
- volar
- caminar (anar)
- mentir (veure veritat)
- venir
- seure
- aixecar-se
- dir (parlar)
- sol
- estrella
- lluna
- aigua
- pluja (ploure)
- pedra
- sorra
- Terra (món)
- núvol
- fum
- foc
- cendra
- cremar
- camí
- muntanya
- vermell
- verd
- groc
- blanc
- negre
- nit
- calent (vegeu calor)
- fred
- ple
- nou
- bo
- rodó (vegeu cercle)
- sec
- nom
- donar